# Ficinia quinquangularis
Ficinia quinquangularis är en halvgräsart som beskrevs av Johann Otto Boeckeler. Ficinia quinquangularis ingår i släktet Ficinia och familjen halvgräs. Inga underarter finns listade i Catalogue of Life.